# BKM-Algorithmus
Der BKM-Algorithmus ist ein iterativer Algorithmus, mit dessen Hilfe sich die Logarithmus- und Exponentialfunktion effizient in digitalen Schaltungen berechnen lassen. Er wurde 1994 von J. C. Bajard, S. Kla und Jean-Michel Muller entwickelt, wovon sich auch die Bezeichnung ableitet.

## Allgemeines
Der BKM-Algorithmus ist wie CORDIC-Algorithmus ein so genannter Shift-and-add-Algorithmus, der auf bitweisen Verschiebungen und ganzzahligen Additionen in Addierwerken basiert. Divisionen werden ausschließlich mit negativen Potenzen von 2 durchgeführt, welche sich in digitalen Schaltungen direkt als bitweise Verschiebung implementieren lassen. Der Algorithmus kommt im Gegensatz zu dem CORDIC-Verfahren ohne Skalierungsfaktor aus und verwendet Logarithmentabellen anstelle der bei CORDIC notwendigen Arkustangens-Tabelle.
Die Berechnung eines Funktionswertes erfolgt in einem Iterationsverfahren mit einer Konvergenzrate von ungefähr einem Bit pro Durchlauf. Aufgrund dieses Umstands wird dieser Algorithmus manchmal auch als Bitalgorithmus bezeichnet.

## Herleitung
Gegeben sei die Iterationsvorschrift
{\displaystyle x_{n+1}=x_{n}\cdot (1+d_{n}\cdot 2^{-n})}
mit {\displaystyle x_{0}=1} und {\displaystyle d_{n}\in \{0,1\}}.
Die Iterationsvorschrift ist per Induktion identisch mit
{\displaystyle x_{n+1}=\prod _{i=0}^{n}(1+2^{-i})^{d_{i}}}
Sind alle {\displaystyle d_{n}=0}, so sind alle {\displaystyle x_{n}=1}. Sind alle {\displaystyle d_{n}=1} gilt {\displaystyle x_{\infty }\approx 4{,}768}. Tatsächlich kann mit der Iterationsvorschrift bei geeigneter Wahl der {\displaystyle d_{n}} jede reelle Zahl {\displaystyle x} im Bereich {\displaystyle 1\leqq x\lessapprox 4{,}768} als Grenzwert dargestellt werden.
Weiterhin gelte die Iterationsvorschrift
{\displaystyle y_{n+1}=y_{n}+d_{n}\cdot \ln(1+2^{-n})}
mit {\displaystyle y_{0}=0}
oder äquivalent dazu
{\displaystyle y_{n+1}=\sum _{i=0}^{n}d_{i}\cdot \ln(1+2^{-i})=\ln \left(\prod _{i=0}^{n}(1+2^{-i})^{d_{i}}\right)}.
Für numerische Berechnungen wird {\displaystyle A_{n}=\ln(1+2^{-n})} durch eine vorab berechnete Tabelle realisiert.
Es folgt sofort, dass {\displaystyle y_{n}=\ln(x_{n})} für alle {\displaystyle n} gilt.
Mit denselben Überlegungen wie oben ergibt sich für den Logarithmus
der Bereich {\displaystyle 0\leqq y=\ln(x)\lessapprox 1{,}562}.

## Logarithmusfunktion
Um die Logarithmusfunktion zu berechnen (dies wird beim BKM-Algorithmus auch als L-mode bezeichnet), wird in jedem Schritt getestet, ob {\displaystyle x_{n}\cdot (1+2^{-n})\leq x} ist. Wenn ja, wird {\displaystyle x_{n+1}} und {\displaystyle y_{n+1}} berechnet. Nach {\displaystyle N} Schritten ist der Funktionswert mit einem Fehler {\displaystyle \Delta \ln(x)\leq 2^{-N}} bestimmt.
Beispiel als C++-Programm (Tabelle A_e unten):
```
 
double
 
log_e
 
(
const
 
double
 
Argument
,
 
const
 
int
 
Bits
 
=
 
53
)
 
// 1 <= Argument <= 4.768462058

 
{

    
double
  
x
 
=
 
1.0
,
 
y
 
=
 
0.0
,
 
s
 
=
 
1.0
;

    
for
 
(
int
 
k
 
=
 
0
;
 
k
 
<
 
Bits
;
 
k
++
)
 
{

      
double
 
const
  
z
 
=
 
x
 
+
 
x
*
s
;

      
if
 
(
z
 
<=
 
Argument
)
 
{

          
x
  
=
 
z
;

          
y
 
+=
 
A_e
[
k
];

      
}

      
s
 
*=
 
0.5
;

    
}

    
return
 
y
;

 
}

```

Auch andere Logarithmen lassen sich ohne Mehraufwand berechnen. Enthält die Tabelle die Werte für einen anderen Logarithmus als den zur Basis e, dann berechnet die Funktionen eben diesen Logarithmus (Tabelle A_2 ebenfalls im Anhang):
```
 
double
 
log_2
 
(
const
 
double
 
Argument
,
 
const
 
int
 
Bits
 
=
 
53
)
 
// 1 <= Argument <= 4.768462058

 
{

    
double
  
x
 
=
 
1.0
,
 
y
 
=
 
0.0
,
 
s
 
=
 
1.0
;

    
for
 
(
int
 
k
 
=
 
0
;
 
k
 
<
 
Bits
;
 
k
++
)
 
{

      
double
 
const
  
z
 
=
 
x
 
+
 
x
*
s
;

      
if
 
(
z
 
<=
 
Argument
)
 
{

          
x
  
=
 
z
;

          
y
 
+=
 
A_2
[
k
];

      
}

      
s
 
*=
 
0.5
;

    
}

    
return
 
y
;

 
}

```

Der erlaubte Bereich für das Argument ist der gleiche (1 ≤ Argument ≤ 4,768462058…). Im Fall des Logarithmus zur Basis 2 kann man den Exponenten vorher abtrennen (erhält damit den ganzzahligen Anteil des Logarithmus) und wendet auf das Restargument (welches zwischen 1 und 2 liegt) den Bitalgorithmus an. Da das Argument kleiner als 2,384231… ist, braucht die Iterationsschleife von k erst ab 1 anzufangen.

## Exponentialfunktion
Um die Exponentialfunktion zu berechnen (dies wird beim BKM-Algorithmus auch als E-mode bezeichnet), wird in jedem Schritt getestet, ob {\displaystyle y_{n}+\ln(1+2^{-n})\leq y} ist. Wenn ja, wird {\displaystyle x_{n+1}} und {\displaystyle y_{n+1}} berechnet. Nach {\displaystyle N} Schritten ist der Funktionswert mit einem Fehler {\displaystyle \Delta \exp(x)\leq 2^{-N}} bestimmt.
Beispiel als C++-Programm (Tabelle A_e unten):
```
 
double
 
exp
 
(
const
 
double
 
Argument
,
 
const
 
int
 
Bits
 
=
 
54
)
	
// 0 <= Argument <= 1.5620238332

 
{

   
double
  
x
 
=
 
1.0
,
 
y
 
=
 
0.0
,
 
s
 
=
 
1.0
;

   
for
 
(
int
 
k
 
=
 
0
;
 
k
 
<
 
Bits
;
 
k
++
)
 
{

      
double
 
const
  
z
 
=
 
y
 
+
 
A_e
[
k
];

      
if
 
(
z
 
<=
 
Argument
)
 
{

         
y
 
=
 
z
;

         
x
 
=
 
x
 
+
 
x
*
s
;

      
}

      
s
 
*=
 
0.5
;

   
}

   
return
 
x
;

 
}

```

## Tabellen für die C++-Beispiele
```
 
static
 
const
 
double
 
A_e
 
[]
 
=
	
// A_e[k] = ln (1 + 0.5^k)

 
{

   
0.693147180559945297099404706000
,
 
0.405465108108164392935428259000
,
 
0.223143551314209769962616701000
,

   
0.117783035656383447138088388000
,
 
0.060624621816434840186291518000
,
 
0.030771658666753686222134530000
,

   
0.015504186535965253358272343000
,
 
0.007782140442054949100825041000
,
 
0.003898640415657322636221046000
,

   
0.001951220131261749216850870000
,
 
0.000976085973055458892686544000
,
 
0.000488162079501351186957460000
,

   
0.000244110827527362687853374000
,
 
0.000122062862525677363338881000
,
 
0.000061033293680638525913091000
,

   
0.000030517112473186377476993000
,
 
0.000015258672648362398138404000
,
 
0.000007629365427567572417821000
,

   
0.000003814689989685889381171000
,
 
0.000001907346813825409407938000
,
 
0.000000953673861659188260005000
,

   
0.000000476837044516323000000000
,
 
0.000000238418550679858000000000
,
 
0.000000119209282445354000000000
,

   
0.000000059604642999033900000000
,
 
0.000000029802321943606100000000
,
 
0.000000014901161082825400000000
,

   
0.000000007450580569168250000000
,
 
0.000000003725290291523020000000
,
 
0.000000001862645147496230000000
,

   
0.000000000931322574181798000000
,
 
0.000000000465661287199319000000
,
 
0.000000000232830643626765000000
,

   
0.000000000116415321820159000000
,
 
0.000000000058207660911773300000
,
 
0.000000000029103830456310200000
,

   
0.000000000014551915228261000000
,
 
0.000000000007275957614156960000
,
 
0.000000000003637978807085100000
,

   
0.000000000001818989403544200000
,
 
0.000000000000909494701772515000
,
 
0.000000000000454747350886361000
,

   
0.000000000000227373675443206000
,
 
0.000000000000113686837721610000
,
 
0.000000000000056843418860806400
,

   
0.000000000000028421709430403600
,
 
0.000000000000014210854715201900
,
 
0.000000000000007105427357600980
,

   
0.000000000000003552713678800490
,
 
0.000000000000001776356839400250
,
 
0.000000000000000888178419700125
,

   
0.000000000000000444089209850063
,
 
0.000000000000000222044604925031
,
 
0.000000000000000111022302462516
,

   
0.000000000000000055511151231258
,
 
0.000000000000000027755575615629
,
 
0.000000000000000013877787807815
,

   
0.000000000000000006938893903907
,
 
0.000000000000000003469446951954
,
 
0.000000000000000001734723475977
,

   
0.000000000000000000867361737988
,
 
0.000000000000000000433680868994
,
 
0.000000000000000000216840434497
,

   
0.000000000000000000108420217249
,
 
0.000000000000000000054210108624
,
 
0.000000000000000000027105054312
,

 
};

```

```
 
static
 
const
 
double
 
A_2
 
[]
 
=
	
// A_2[k] = log_2 (1 + 0.5^k)

 
{

   
1.0000000000000000000000000000000000000000000000000000000000000000000000000000
,

   
0.5849625007211561814537389439478165087598144076924810604557526545410982276485
,

   
0.3219280948873623478703194294893901758648313930245806120547563958159347765589
,

   
0.1699250014423123629074778878956330175196288153849621209115053090821964552970
,

   
0.0874628412503394082540660108104043540112672823448206881266090643866965081686
,

   
0.0443941193584534376531019906736094674630459333742491317685543002674288465967
,

   
0.0223678130284545082671320837460849094932677948156179815932199216587899627785
,

   
0.0112272554232541203378805844158839407281095943600297940811823651462712311786
,

   
0.0056245491938781069198591026740666017211096815383520359072957784732489771013
,

   
0.0028150156070540381547362547502839489729507927389771959487826944878598909400
,

   
0.0014081943928083889066101665016890524233311715793462235597709051792834906001
,

   
0.0007042690112466432585379340422201964456668872087249334581924550139514213168
,

   
0.0003521774803010272377989609925281744988670304302127133979341729842842377649
,

   
0.0001760994864425060348637509459678580940163670081839283659942864068257522373
,

   
0.0000880524301221769086378699983597183301490534085738474534831071719854721939
,

   
0.0000440268868273167176441087067175806394819146645511899503059774914593663365
,

   
0.0000220136113603404964890728830697555571275493801909791504158295359319433723
,

   
0.0000110068476674814423006223021573490183469930819844945565597452748333526464
,

   
0.0000055034343306486037230640321058826431606183125807276574241540303833251704
,

   
0.0000027517197895612831123023958331509538486493412831626219340570294203116559
,

   
0.0000013758605508411382010566802834037147561973553922354232704569052932922954
,

   
0.0000006879304394358496786728937442939160483304056131990916985043387874690617
,

   
0.0000003439652607217645360118314743718005315334062644619363447395987584138324
,

   
0.0000001719826406118446361936972479533123619972434705828085978955697643547921
,

   
0.0000000859913228686632156462565208266682841603921494181830811515318381744650
,

   
0.0000000429956620750168703982940244684787907148132725669106053076409624949917
,

   
0.0000000214978311976797556164155504126645192380395989504741781512309853438587
,

   
0.0000000107489156388827085092095702361647949603617203979413516082280717515504
,

   
0.0000000053744578294520620044408178949217773318785601260677517784797554422804
,

   
0.0000000026872289172287079490026152352638891824761667284401180026908031182361
,

   
0.0000000013436144592400232123622589569799954658536700992739887706412976115422
,

   
0.0000000006718072297764289157920422846078078155859484240808550018085324187007
,

   
0.0000000003359036149273187853169587152657145221968468364663464125722491530858
,

   
0.0000000001679518074734354745159899223037458278711244127245990591908996412262
,

   
0.0000000000839759037391617577226571237484864917411614198675604731728132152582
,

   
0.0000000000419879518701918839775296677020135040214077417929807824842667285938
,

   
0.0000000000209939759352486932678195559552767641474249812845414125580747434389
,

   
0.0000000000104969879676625344536740142096218372850561859495065136990936290929
,

   
0.0000000000052484939838408141817781356260462777942148580518406975851213868092
,

   
0.0000000000026242469919227938296243586262369156865545638305682553644113887909
,

   
0.0000000000013121234959619935994960031017850191710121890821178731821983105443
,

   
0.0000000000006560617479811459709189576337295395590603644549624717910616347038
,

   
0.0000000000003280308739906102782522178545328259781415615142931952662153623493
,

   
0.0000000000001640154369953144623242936888032768768777422997704541618141646683
,

   
0.0000000000000820077184976595619616930350508356401599552034612281802599177300
,

   
0.0000000000000410038592488303636807330652208397742314215159774270270147020117
,

   
0.0000000000000205019296244153275153381695384157073687186580546938331088730952
,

   
0.0000000000000102509648122077001764119940017243502120046885379813510430378661
,

   
0.0000000000000051254824061038591928917243090559919209628584150482483994782302
,

   
0.0000000000000025627412030519318726172939815845367496027046030028595094737777
,

   
0.0000000000000012813706015259665053515049475574143952543145124550608158430592
,

   
0.0000000000000006406853007629833949364669629701200556369782295210193569318434
,

   
0.0000000000000003203426503814917330334121037829290364330169106716787999052925
,

   
0.0000000000000001601713251907458754080007074659337446341494733882570243497196
,

   
0.0000000000000000800856625953729399268240176265844257044861248416330071223615
,

   
0.0000000000000000400428312976864705191179247866966320469710511619971334577509
,

   
0.0000000000000000200214156488432353984854413866994246781519154793320684126179
,

   
0.0000000000000000100107078244216177339743404416874899847406043033792202127070
,

   
0.0000000000000000050053539122108088756700751579281894640362199287591340285355
,

   
0.0000000000000000025026769561054044400057638132352058574658089256646014899499
,

   
0.0000000000000000012513384780527022205455634651853807110362316427807660551208
,

   
0.0000000000000000006256692390263511104084521222346348012116229213309001913762
,

   
0.0000000000000000003128346195131755552381436585278035120438976487697544916191
,

   
0.0000000000000000001564173097565877776275512286165232838833090480508502328437
,

   
0.0000000000000000000782086548782938888158954641464170239072244145219054734086
,

   
0.0000000000000000000391043274391469444084776945327473574450334092075712154016
,

   
0.0000000000000000000195521637195734722043713378812583900953755962557525252782
,

   
0.0000000000000000000097760818597867361022187915943503728909029699365320287407
,

   
0.0000000000000000000048880409298933680511176764606054809062553340323879609794
,

   
0.0000000000000000000024440204649466840255609083961603140683286362962192177597
,

   
0.0000000000000000000012220102324733420127809717395445504379645613448652614939
,

   
0.0000000000000000000006110051162366710063906152551383735699323415812152114058
,

   
0.0000000000000000000003055025581183355031953399739107113727036860315024588989
,

   
0.0000000000000000000001527512790591677515976780735407368332862218276873443537
,

   
0.0000000000000000000000763756395295838757988410584167137033767056170417508383
,

   
0.0000000000000000000000381878197647919378994210346199431733717514843471513618
,

   
0.0000000000000000000000190939098823959689497106436628681671067254111334889005
,

   
0.0000000000000000000000095469549411979844748553534196582286585751228071408728
,

   
0.0000000000000000000000047734774705989922374276846068851506055906657137209047
,

   
0.0000000000000000000000023867387352994961187138442777065843718711089344045782
,

   
0.0000000000000000000000011933693676497480593569226324192944532044984865894525
,

   
0.0000000000000000000000005966846838248740296784614396011477934194852481410926
,

   
0.0000000000000000000000002983423419124370148392307506484490384140516252814304
,

   
0.0000000000000000000000001491711709562185074196153830361933046331030629430117
,

   
0.0000000000000000000000000745855854781092537098076934460888486730708440475045
,

   
0.0000000000000000000000000372927927390546268549038472050424734256652501673274
,

   
0.0000000000000000000000000186463963695273134274519237230207489851150821191330
,

   
0.0000000000000000000000000093231981847636567137259618916352525606281553180093
,

   
0.0000000000000000000000000046615990923818283568629809533488457973317312233323
,

   
0.0000000000000000000000000023307995461909141784314904785572277779202790023236
,

   
0.0000000000000000000000000011653997730954570892157452397493151087737428485431
,

   
0.0000000000000000000000000005826998865477285446078726199923328593402722606924
,

   
0.0000000000000000000000000002913499432738642723039363100255852559084863397344
,

   
0.0000000000000000000000000001456749716369321361519681550201473345138307215067
,

   
0.0000000000000000000000000000728374858184660680759840775119123438968122488047
,

   
0.0000000000000000000000000000364187429092330340379920387564158411083803465567
,

   
0.0000000000000000000000000000182093714546165170189960193783228378441837282509
,

   
0.0000000000000000000000000000091046857273082585094980096891901482445902524441
,

   
0.0000000000000000000000000000045523428636541292547490048446022564529197237262
,

   
0.0000000000000000000000000000022761714318270646273745024223029238091160103901
,

 
};

```